# Ерміна Вальдек-Пірмонтська
Ерміна Вальдек-Пірмонтська (нім. Hermine zu Waldeck-Pyrmont), (29 вересня 1827 — 16 лютого 1910) — принцеса Вальдек-Пірмонтська, донька князя Вальдек-Пірмонту Георга II та принцеси Емми Ангальт-Бернбург-Шаумбург-Гоймської, дружина князя Шаумбург-Ліппського Адольфа I.

## Біографія
Ерміна народилась 29 вересня 1827 року в Арользені. Вона була третьою дитиною та другою донькою в родині князя Вальдек-Пірмонту Георга II та його дружини Емми Ангальт-Бернбург-Шаумбург-Гоймської. Мала старшу сестру Августу та брата Йозефа, що невдовзі помер. Згодом з'явились молодші брати Георг Віктор та Вольрад.
У сімнадцятилітньому віці Ерміну пошлюбив її кузен, 27-річний принц Адольф Шаумбург-Ліппський. Весілля відбулося 25 жовтня 1844 року в Арользені. У подружжя народилося восьмеро дітей. 1860 року  Адольф успадкував Шаумбург-Ліппське князівство.
Адольф пішов з життя 8 травня 1893 року. Ерміна пережила чоловіка та трьох доньок і померла 16 лютого 1910 року в похилому віці за часів правління сина Георга. Похована поруч із чоловіком у мавзолеї кірхи Святого Мартіна у Штатхагені.

## Родина

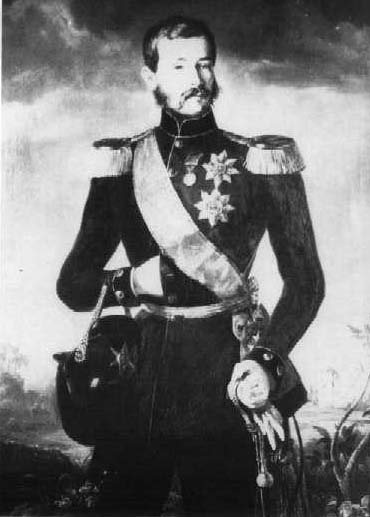
Адольф I

Чоловік — Адольф Шаумбург-Ліппський
Діти:
- Ерміна (1845—1930) — дружина герцога Максиміліана Вюртемберзького, дітей не мала;
- Георг (1846—1911) — наступний князь Шаумбург-Ліппе у 1893—1911 роках, був одружений з Марією Анною Саксен-Альтенбурзькою, мав із нею дев'ятеро дітей;
- Герман (1848—1918) — одружений не був, дітей не мав;
- Емма Фредеріка (1850—1855) — померла в дитячому віці;
- Іда Матильда (1852—1891) — дружина князя Ройсс-Грайца Генріха XXII, мала шестеро дітей;
- Отто Генріх (1854—1935) — був одружений з Анною Луїзою фон Кьоппен, мав із нею трьох дітей;
- Адольф (1859—1916) — генерал кінноти прусської армії, був одружений з Вікторією Прусською, дітей не мав;
- Емма Єлизавета (1865—1868) — померла в дитячому віці.